# Tambours et Dieux
 (septembre 2022).
Si vous disposez d'ouvrages ou d'articles de référence ou si vous connaissez des sites web de qualité traitant du thème abordé ici, merci de compléter l'article en donnant les références utiles à sa vérifiabilité et en les liant à la section « Notes et références ».
Pour plus de détails, voir Fiche technique et Distribution.
Tambours et Dieux est un film germano-brésilien de 2001 (titre original en allemand : « Trommler und Götter » ; en portugais : « Tambores e Deuses »), écrit et réalisé par le cinéaste allemand Georg Brintrup. 

## Synopsis
Antônio, un garçonnet brésilien de la rue, se réveille très tôt sur la plage de Salvador de Bahia et voit poindre le soleil. Les rayons qui le caressent doucement provoquent que d’étranges pensées naissent dans sa tête et lui fassent avoir une révélation biblique: Comment Dieu a-t-il crée la lumière avant même que le soleil et la lune n’aient pas existé ? Peut-être s’agissait-t-il de doter l’être humain de l’esprit qui l’éclairerait ? . . . Mais avant de créer la lumière, Dieu a dit: Que la lumière se fasse! et la lumière s’est faite! et donc la Voix a existé avant la lumière et la Voix a été un bruit, un « big bang », le tonnerre, un éclatant coup de tambour.  Antônio se dit que l’Homme, aujourd’hui, ne serait pas capable d’une pensée logique s’il n’y avait pas eu, aux origines, ce bruit-là. 
 
Pendant sa marche dans les rues de Salvador, Antônio rencontre par hasard Valdyr, un mulâtre aveugle qui remplace avec l’ouïe la vue perdue. Ils deviennent amis. Valdyr sait que l’Homme, quand il a commencé à penser, s’est divisé en deux et, depuis ce moment-là, il a perdu la perception immédiate de la réalité. Il a donné un nom à chaque chose, il a collé aux mots leur signification et, ainsi, pour lui, le monde a changé. Depuis ces moments, les problèmes ont commencé. À cause de cela, tous les hommes voudraient, au fond, retrouver l’unité perdue, pour se sentir à nouveau en paix avec eux-mêmes. Mais comment le faire? - Le seul chemin est celui d’arriver jusqu’aux dieux grâce à ce bruit des origines, c’est-à-dire grâce au tambour. À la recherche de leur origine, les deux amis parcourent les rues et les plages de la « Rome Noire », nom donné à la ville de Salvador de Bahia en vertu de son importance culturelle afro-religieuse. Ils rencontrent, aussi, plusieurs joueurs de tambour et découvrent que le tambour est l’instrument le plus ancien que l’Homme, séparé en deux parties par lui-même, a utilisé pour communiquer avec les dieux. Le tambour appelle les dieux, les convainc de descendre sur la Terre pour se réunir avec l’Homme.  

Un peu plus tard dans le film, les deux amis, toujours en balade, rencontrent les «filhas-de-santo» (filles-du-saint), medium des “initiées” qui rendent possible l’ancienne réunion entre hommes et dieux pour refaire l’unité première: Lorsque les tambours émettent leurs tonalités, la « filha-de-santo » devient rigide comme une corde tendue, son corps se transforme en un instrument, il résonne jusqu’à ce qu’il vibre à l’unisson avec les dieux et qu’elle puisse ainsi leur parler avec leur propre voix. La raison et la volonté disparaissent, elles ne comptent plus. 

Valdyr et Antônio passent à travers la foule et son vacarme du carnaval. Ils réalisent que tout ne suit pas les lois de l’intellect et de la raison. Au Brésil, en effet, l’élément rationnel ne semble pas être ce qui domine. Les gens n’aiment pas s’arrêter, fixer leur attention et leur réflexion sur quelque chose. Ils vivent comme immergés dans un flot continu qui ne s’arrête jamais. 

À nouveau près de la mer, les deux amis tombent sur une femme qui incarne la tristesse, un sentiment très répandu au Brésil. Valdyr explique à Antônio que la tristesse disparaît toute seule si l’on décide de se laisser aller sans opposer résistance. Soudain, Antonio sent une étrange tension entre la tête et l’estomac qui ne le laisse pas tranquille. Valdyr lui dit qu’il s’agit d’une tension positive. Elle ressemble au lien qui existe entre la peau tendue d’un tambour et son bruit. Si la peau n’était pas si tendue, le tambour ne pourrait émettre aucun son. De cette manière, Antônio découvre que lui-même est à la fois l’instrument et le joueur de l’instrument. 

## Fiche technique
- Titre original : Trommler und Götter
- Réalisation : Georg Brintrup
- Scénario : Georg Brintrup, Mario Di Desidero
- Image : Joaquim Waldyr Dal Moro Filho
Jorge Alvis
- Script et montage : Jorge Alvis
- Son: Francesco Sardella
- Mixage audio: Francesco Sardella
- Musique : Aldo Brizzi; Arnaldo Antunes; Carlinhos Brown
- Producteur executif : Luciana Vasconcelos
- Sociétés de production : Brintrup Filmproduktion, Roma; WDR Westdeutscher Rundfunk, Köln; TVE (TV Educativa da Bahia, Salvador Bahia)
- Pays d'origine :  Allemagne  Brésil  Italie
- Dates de tournage : février / avril 2001
- Durée : 60 min,
- Format : couleur - DVCAM - Son stéréophonique
- Genre : Film musical
- Dates de sortie : Allemagne, 13 janvier 2002
 Brésil, 29 septembre 2002

| imdb_id               = 1621985

## Distribution
- Vinícius Nascimento: Antônio
- Cristóvão da Silva: Valdyr
- Virgínia Rodrigues: la tristesse
- Caetano Veloso: lui- même
- Edlo Mendes: conquérant
- Ipojucan Dias: Indien
- Miller Fragoso: marin
- Paolo Ferreira: marin
- Fernando Lopes: chercheur d’or
- Antônia Ribeiro da Silva: danseuse
- Vera Passos : danseuse
- Leonardo Luz : danseur

## Autour du film
Quand l’Homme a commencé à penser, dans ce moment précis a commencé également la plus merveilleuse, la plus monstrueuse catastrophe. 
Cette phrase, avec d’autres également tirées du “Méditations sud-américaines”, du philosophe estonien naturalisé allemand Hermann Graf Keyserling, se trouvent à la base du film-essai “Tambours et Dieux”. L’œuvre “Le Brésil, Terre d'avenir, de Stefan Zweig, a également influencé le regard des auteurs du film.
La direction musicale du film a été confiée au compositeur italien Aldo Brizzi. Son CD “Brizzi do Brasil”, qui contient des chansons écrites pour des chanteurs brésiliens et portugais, est né pendant le tournage du film. Plusieurs de ces chansons ont été choisies et travaillées de manière dramatique par Georg Brintrup et sont présentes dans le film. (Cfr. “Mistero di Afrodite”, chantée par Caetano Veloso),.

### Accueil critique
Feuille de presse pour la Première mondiale du nouveau film de Georg Brintrup, qui a eu lieu au Théâtre du ICBA, à Salvador de Bahia, le 22 septembre 2001 : 

« (Il s’agit du) regard cinématographique d’un voyageur qui cherche à comprendre mieux et davantage le pouvoir de la musique (brésilienne), dont la signification est si importante dans la formation culturelle de l’identité de Bahia. Le film présente une vision aigüe du Brésil, avec des critiques et des réflexions qui ne s’arrêtent pas à la surface de la « brésilianité » mais qui essaient plutôt de la saisir dans sa totalité. Mais cela est trop peu pour la définir. Il ne s’agit pas uniquement d’une lecture anthropologique mêlée à la philosophie et à la sociologie, puisque l’œuvre artistique n’accepte pas ces prémisses. Il s’agit d’un documentaire qui fond le regard européen sur notre pays, enveloppé par la magie de la musique, de la danse, du paysage et, en réalité, de notre langue et de ses rites, avec ce « quelque chose » de viscéralement natif pour réussir à passer et se donner, même à travers le regard de l’étranger »

« Depuis déjà un certain nombre d’années, le réalisateur allemand Georg Brintrup s’occupe, dans ses films, de la relation réciproque entre le son et l’image. Après Symphonia Colonialis (1991) et O trem caipira (1994), tous les deux sur la musique brésilienne, avec ce nouveau film : Tambours et Dieux, qu’il tourne actuellement à Salvador, Brintrup approfondit sa recherche sur ce thème principal. . . . Dans la liste considérable de son œuvre, réalisée pour la télévision, le cinéma et la radio, Brintrup déclare préférer les travaux qui ont la musique comme thème principal et, par conséquent, la relation de l’homme avec le son, le bruit ou la forme d’écouter. « Le son a plus de force que celle que peut avoir l’image » : C’est ainsi que le réalisateur justifie sa conviction, même si cette affirmation pourrait paraître contradictoire pour quelqu’un qui, comme lui, dépend surtout de la vue. Cependant, Brintrup s’est investi dans la tâche de construire des ponts d’un langage à l’autre, du son à l’image, de l’écoute à la vue. »

— Cynti Nogueira, in , "Correio da Bahia”, Folha da Bahia p. 7, du 7 mars 2001. 